# Blockabfertigung

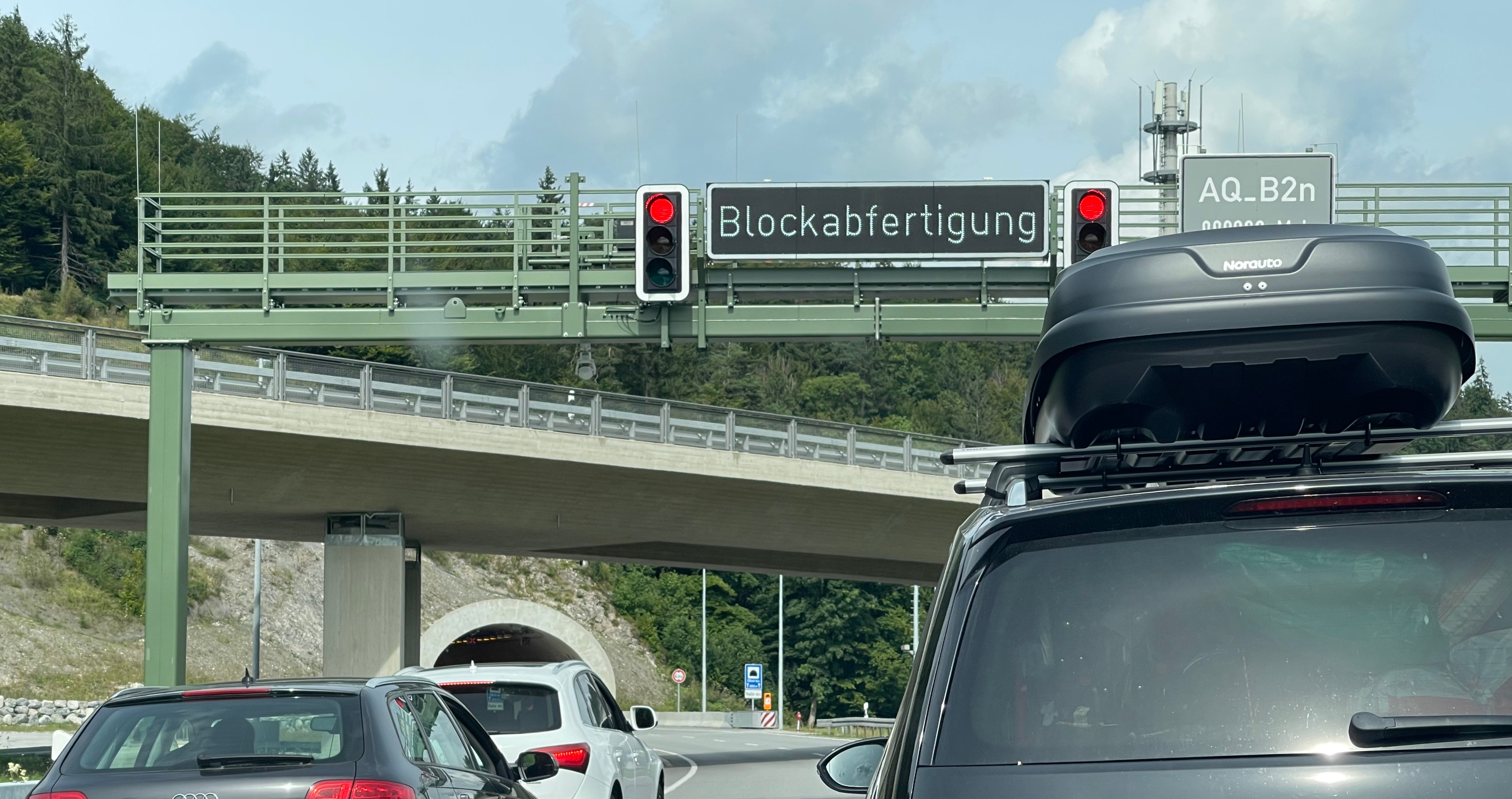
Beispiel einer Signalisierung für Blockabfertigung vor einem Tunnel

Unter Blockabfertigung wird der Durchlass mehrerer Fahrzeuge in einer Fahrtrichtung verstanden, während die Gegenseite warten muss, um den Verkehrsfluss je Richtung zu erhöhen und Rückstaus vor Verkehrsbauwerken abzubauen. Blockabfertigung kann auch eingesetzt werden, um den Verkehr zu reduzieren, oder nur für Teile des Verkehrs (z. B. nur für überzählige Lkw in den Vormittagsstunden von Dosiertagen, so dürfen etwa auf der Inntal Autobahn A12 in Richtung Süden in Höhe der Ausfahrt Kufstein-Nord maximal 250 Lkw pro Stunde passieren) angewendet werden.

## Bewegliche Brücke
Bei einer beweglichen Brücke wird Schiffen aus jeweils einer Richtung die Durchfahrt gewährt, während die Einfahrt in die Engstelle für die andere Seite noch gesperrt ist. Erst wenn alle wartenden Schiffe der einen Seite die Brücke passiert haben, wird die Durchfahrt für die andere Richtung freigegeben. Dadurch kann die Wartezeit für den querenden Straßen- oder Schienenverkehr lang sein. Brücken auf viel befahrenen Wasserwegen haben daher mehrere bewegliche Elemente, um parallel mehr Wasserfahrzeuge das Verkehrsbauwerk und damit den kreuzenden Verkehrsweg passieren lassen zu können.

## Tunnel
Bei Gegenverkehrstunneln wird jeweils immer nur an einem Tunnelportal die Passage gewährt und auf der anderen Seite des Tunnels ist solange die Einfahrt per roter Ampel verboten.
Die Blockabfertigung wird normalerweise angewandt, um bei hohem Verkehrsaufkommen einen Stau im Tunnel zu vermeiden (dann kann auf der Gegenspur dauerhaft grün gegeben werden) oder wenn eine Baustelle oder eine Fahrzeugpanne im Tunnel den Verkehr behindert.
Bei Richtungsverkehrstunneln wird Blockabfertigung angewandt, um einen Stau und damit die Gefahr von Auffahrunfällen im Tunnel zu vermeiden. Der dabei entstehende Stau würde dabei durch zu hohes Verkehrsaufkommen ohnehin entstehen, aufgrund potentieller Unfälle und Behinderungen jedoch sogar  länger ausfallen. Durch die Lichtsignalanlage am Portal des Tunnels wird der Stau lediglich an einer bestimmten Stelle fixiert, so dass der Eindruck entsteht, der Tunnel wäre für den Stau verantwortlich. Falls der Abfluss nicht, etwa durch eine Baustelle, behindert ist, wird der Verkehr hinter dem Tunnel wieder fließen.
Diese Art der Blockabfertigung kommt z. B. beim Gotthard-Tunnel zur Anwendung.

## Österreich
Die Asfinag wendet mit der österreichischen Polizei die Blockabfertigung am Grenzübergang Kufstein/Kiefersfelden in Fahrtrichtung Süden an. Bei Bedarf kann die Asfinag mit der österreichischen Polizei weitere Blockabfertigungen anwenden, wenn z. B. ein Unfall Verkehrsprobleme verursacht. Die Österreicher wollen offiziell damit vermeiden, dass sich die LKWs an der Inntalautobahn A12 und im Raum Innsbruck stauen. Hinter der Blockabfertigung steckt eigentlich ein politischer Konflikt zwischen Deutschland, Österreich und Italien.

## Trivia
Die übliche Abfertigung an Straßenbaustellen mit Ampelschaltung bei nur einseitiger Durchfahrtmöglichkeit erfolgt gleichfalls in Blockabfertigung.